# ویسروی
ویسروی (به انگلیسی: Viceroy) یک برند سیگار است؛ که در حال حاضر توسط فیلیپ موریس تولید می‌شود. مالک فعلی این برند بریتیش امریکن توباکو است. این برند در سال ۱۹۳۶ پایه‌گذاری گردید.